# Frederick Bardens
Pour les articles homonymes, voir Bardens.
Frederick John Bardens, né en 1859 à Plymouth et mort à l'âge de 70 ou 71 ans en 1930, est un entrepreneur britannique.

## Biographie
Né à Plymouth dans le Devon, Bardens est le fils du révérend baptiste Robert Coad Bardens. Il arrive au Japon en 1886 et travaille pour la compagnie d'assurance et de commerce Samuel Samuel & Co. sur l'emplacement 68 à Yokohama. En 1887, il est nommé directeur de la filiale de Kobé à l'emplacement 63. En 1892, la compagnie déménage à l'emplacement 62 de Kobé puis l'année suivante au 54 de Harima-machi. En 1893, il est chargé de superviser la liquidation de l'entreprise Kobe Lightening & Drayage Co.. En 1904, il devient président de la chambre de commerce général d'Osaka et de Hyogo et membre du conseil de direction de Nickel & Co..
Il épouse Caroline Harriet Whymark le 8 juillet 1891 à Kobé, mais celle-ci meurt peu de temps après. Il épouse en secondes noces Minnie A. Penney le 10 avril 1897 à l'église protestante de Kobé. Il eut deux fils, Spencer John Bardens et Frederick Chester Bardens.
À partir de 1902, il réside à l'emplacement 125 appelé « le Tor » (la colline). Ce terrain est racheté, en même temps que les lots voisins de l'Italien Arthur Greppi, par trois promoteurs (Christian Holstein, John Happer et probablement Greppi lui-même). Ceux-ci commencent en 1907 la construction d'un hôtel qui ouvre en juillet 1908 et est appelé « Hôtel Tor ». Il quitte Kobé en 1907 pour ouvrir sa propre compagnie à Dalian en Chine. 
Sa mort est annoncée dans le Japan Chronicle le 6 juin 1930. Lui et sa femme sont morts au Royaume-Uni.